# Halowe mistrzostwa Polski kobiet w piłce nożnej 2002
Halowe mistrzostwa Polski kobiet w piłce nożnej 2002 – dwudziesta trzecia edycja halowych mistrzostw Polski kobiet w piłce nożnej. Finały rozgrywek rozegrane zostały w dniach 16–17 lutego 2002 roku w hali sportowej w Karczewie.

## Turniej finałowy
Do udziału w turnieju przystąpiło osiem zespołów, obrończynie tytułu (Czarni Sosnowiec), gospodynie (Savena Warszawa) oraz sześć ekip wyłonionych z eliminacji (Medyk Konin, Czarni II Sosnowiec, KŚ AZS Wrocław, Warta Poznań, Checz Gdynia i Zryw Książki).
Turniej rozegrano podczas weekendu, w dniach 16–17 lutego. Losowanie odbyło się w piątek, 15 lutego o godz. 20.00. Osiem zespołów przydzielono do dwóch grup, po cztery drużyny. Po dwie najlepsze ekipy z każdej grupy awansowały do fazy finałowej, którą rozegrano drugiego dnia mistrzostw. Tytuł obroniła drużyna Czarnych Sosnowiec, zdobywając tym samym po raz dziesiąty w historii (i trzeci z rzędu) tytuł halowego mistrza Polski. Srebrne medale przypadły drużynie KŚ AZS Wrocław, a brązowe Medykowi Konin. Na czwartej pozycji uplasowały się piłkarki Warty Poznań.